# Качи Дол
Качи Дол (на словенски: Kačji Dol) е село в Словения, Савински регион, община Рогашка Слатина. Според Националната статистическа служба на Република Словения през 2002 г. селото има 167 жители.